# اسواوومیر وولنیاک
اسواوومیر وولنیاک (به انگلیسی: Sławomir Wolniak) (زادهٔ ۲۳ ژانویهٔ ۱۹۸۸) شناگر اهل لهستان است.